# المدرسة النورية (طرابلس)
بناها الأمير سنقر بن عبد الله النوري بين العامين 705-710 هـ /1305-1310 م على الأرجح. يعتبر محرابها الرخامي المزخرف بالفسيفساء من أجمل محاريب طرابلس. بنى الأمير طرمش بن عبد الله الدوادار ضريحاً في الطرف الشمالي منها عام 800هـ /1398 م ونقش شعاره «رنك» الساقي (الكأس)على حديد نافذته.